# Festival Türkvizyon da Canção
O Festival Türkvizyon da Canção (em turco:  Türkvizyon Şarkı Yarışması) é um concurso anual de canções criado pelo canal musical turco TMB TV, e inspirado no conceito do Festival Eurovisão da Canção. A primeira edição ocorreu em Esquixequir, Turquia. A semifinal teve lugar no dia 19 de dezembro de 2013, e a grande final no dia 21 de dezembro do mesmo ano. Os países e regiões de língua turcomana e etnia turca são elegíveis para participar no evento.

## Formato
A Türkvizyon é realizada anualmente em dezembro pela Organização Internacional da Cultura Turca em cooperação com o canal de música TMB TV. Com base no formato similar do Festival Eurovisão da Canção, a Türkvizyon foca-se principalmente nos países e regiões países de língua turcomana. Todos os países e regiões participantes devem começar pela semifinal. Um júri de cada nação atribui com 1 e 10 pontos para cada entrada, excepto o próprio país. Os doze países com maior pontuação chegam a grande final, (com excepção da edição de 2014, que houve inconsistências no voto e, por isso, quinze países chegaram a final). A Organização Internacional da Cultura Turca afirmou, de facto, que o televoto será introduzido no futuro. Ao contrário do Festival Eurovisão da Canção, no qual o país vencedor sedia a próxima competição, normalmente, o Festival Türkvizyon da Canção é realizado na Capital Cultural Turcófona.

## Países participantes

Países e regiões participantes desde 2013:
Participaram pelo menos uma vez
Participaram pelo menos uma vez, mas em conjunto com outra região
Nunca participaram, mas estão autorizados

Artistas de países e regiões de língua turcomana e etnia turca são elegíveis para participar do Festival Türkvizyon da Canção, como Crimeia, Carachai-Circássia, e Turquia. Em 2013, foram vinte e quatro países e regiões que participaram da primeira edição da Türkvizyon.
Originalmente a Chuváchia, Turquemenistão, e o Xinjiang haviam sido incluídos na lista de participantes da primeira edição, em 2013, mas por razões desconhecidas, se retiraram do festival, mas na edição de 2014, o Turquemenistão participou do festival.
Legenda
| País / Região                      | Ano de estreia | Ano de retirada | Ano de regresso | Número de entradas | Vitórias | Emissoras                                         |
| ---------------------------------- | -------------- | --------------- | --------------- | ------------------ | -------- | ------------------------------------------------- |
| Albânia                            | 2014           | 2015            |                 | 1                  | 0        | Radio Televizioni Shqiptar                        |
| Alemanha                           | 2014           |                 |                 | 1                  | 0        | Türkshow TV                                       |
| Altai                              | 2013           | 2014            |                 | 1                  | 0        | STRC "Montanhas Altai"                            |
| Azerbaijão                         | 2013           |                 |                 | 2                  | 1        | Azad Azerbaijan TV                                |
| Bascortostão                       | 2013           |                 |                 | 2                  | 0        | Kuray Television                                  |
| Bielorrússia                       | 2013           | 2014            |                 | 1                  | 0        | Belaruskaja Tele-Radio Campanija                  |
| Bósnia e Herzegovina               | 2013           |                 |                 | 2                  | 0        | Hayat TV                                          |
| Bulgária                           | 2014           |                 |                 | 1                  | 0        | AMTV                                              |
| Cabárdia-Balcária                  | 2013           |                 |                 | 2                  | 0        | GTRK Kabardino-Balkaria TV                        |
| Cacássia                           | 2013           |                 |                 | 2                  | 0        | VGTRK                                             |
| Carachai-Circássia                 | 2013           |                 |                 | 2                  | 0        | Arkhyz 24                                         |
| Cazaquistão                        | 2013           |                 |                 | 2                  | 1        | Adam Media Group                                  |
| Chuváchia                          |                |                 |                 | 0                  | 0        | Companhia de Rádio-Televisão da Chuváchia [ru]    |
| Crimeia                            | 2013           |                 |                 | 2                  | 0        | Companhia de Rádio e Televisão Pública da Crimeia |
| Cumiques                           | 2015           |                 |                 | 1                  | 0        |                                                   |
| Daguestão                          | 2015           |                 |                 | 0                  | 0        |                                                   |
| Gagaúzia                           | 2013           |                 |                 | 2                  | 0        | GRT Television                                    |
| Geórgia                            | 2013           |                 |                 | 2                  | 0        | Kumeo Kartlia Television                          |
| Iacútia                            | 2013           |                 |                 | 2                  | 0        | VGTRK                                             |
| Irão                               | 2014           |                 |                 | 1                  | 0        | Islamic Republic of Iran Broadcasting             |
| Iraque                             | 2013           |                 |                 | 2                  | 0        | Türkmeneli TV                                     |
| Kosovo                             | 2013           | 2014            |                 | 1                  | 0        | RTK Television                                    |
| Macedônia do Norte                 | 2013           |                 |                 | 2                  | 0        | MRT 2                                             |
| Nogais                             | 2015           |                 |                 | 1                  | 0        |                                                   |
| Oblast de Kemerovo                 | 2013           | 2014            |                 | 1                  | 0        | VGTRK                                             |
| Oblast de Moscovo                  | 2014           | 2015            |                 | 1                  | 0        | VGTRK                                             |
| Quirguistão                        | 2013           |                 |                 | 2                  | 0        | Piramida Television                               |
| República Turca de Chipre do Norte | 2013           | 2014            | 2015            | 1                  | 0        | GENC Television                                   |
| Roménia                            | 2013           |                 |                 | 2                  | 0        | Alpha TV Media                                    |
| Tartaristão                        | 2013           |                 |                 | 2                  | 0        | Maydan Television                                 |
| Turquemenistão                     | 2014           |                 |                 | 1                  | 0        | Altyn Asyr                                        |
| Turquia                            | 2013           |                 |                 | 2                  | 0        | Kral TV                                           |
| Tuva                               | 2013           |                 |                 | 2                  | 0        | VGTRK                                             |
| Ucrânia                            | 2013           |                 |                 | 2                  | 0        | Kultura                                           |
| Uzbequistão                        | 2013           |                 |                 | 2                  | 0        | MTRK                                              |
| Xinjiang                           |                |                 |                 | 0                  | 0        | XJTV                                              |

## Vencedores

### Por ano

Mapa a mostrar os vencedores, desde 2013.

| Ano  | Data             | Cidade anfitriã | Participantes | País Vencedor | Canção                    | Intérprete      | Pontos | Margem | 2º lugar     |
| ---- | ---------------- | --------------- | ------------- | ------------- | ------------------------- | --------------- | ------ | ------ | ------------ |
| 2013 | 21 de dezembro   | Esquixequir     | 24            | Azerbaijão    | "Yaşa"                    | Farid Hasanov   | 210    | 5      | Bielorrússia |
| 2014 | 21 de novembro   | Cazã            | 25            | Cazaquistão   | "Izin korem" (Ізін көрем) | Zhanar Dugalova | 225    | 24     | Tartaristão  |
| 2015 | Dezembro de 2015 | Istambul        | 26            |               |                           |                 |        |        |              |

### Por país/região
| Vitórias | País / Região | Ano  |
| -------- | ------------- | ---- |
| 1        | Azerbaijão    | 2013 |
| 1        | Cazaquistão   | 2014 |

### Por idioma
| Vitórias | Língua  | Ano  | País        |
| -------- | ------- | ---- | ----------- |
| 1        | Azeri   | 2013 | Azerbaijão  |
| 1        | Cazaque | 2014 | Cazaquistão |

## Sede

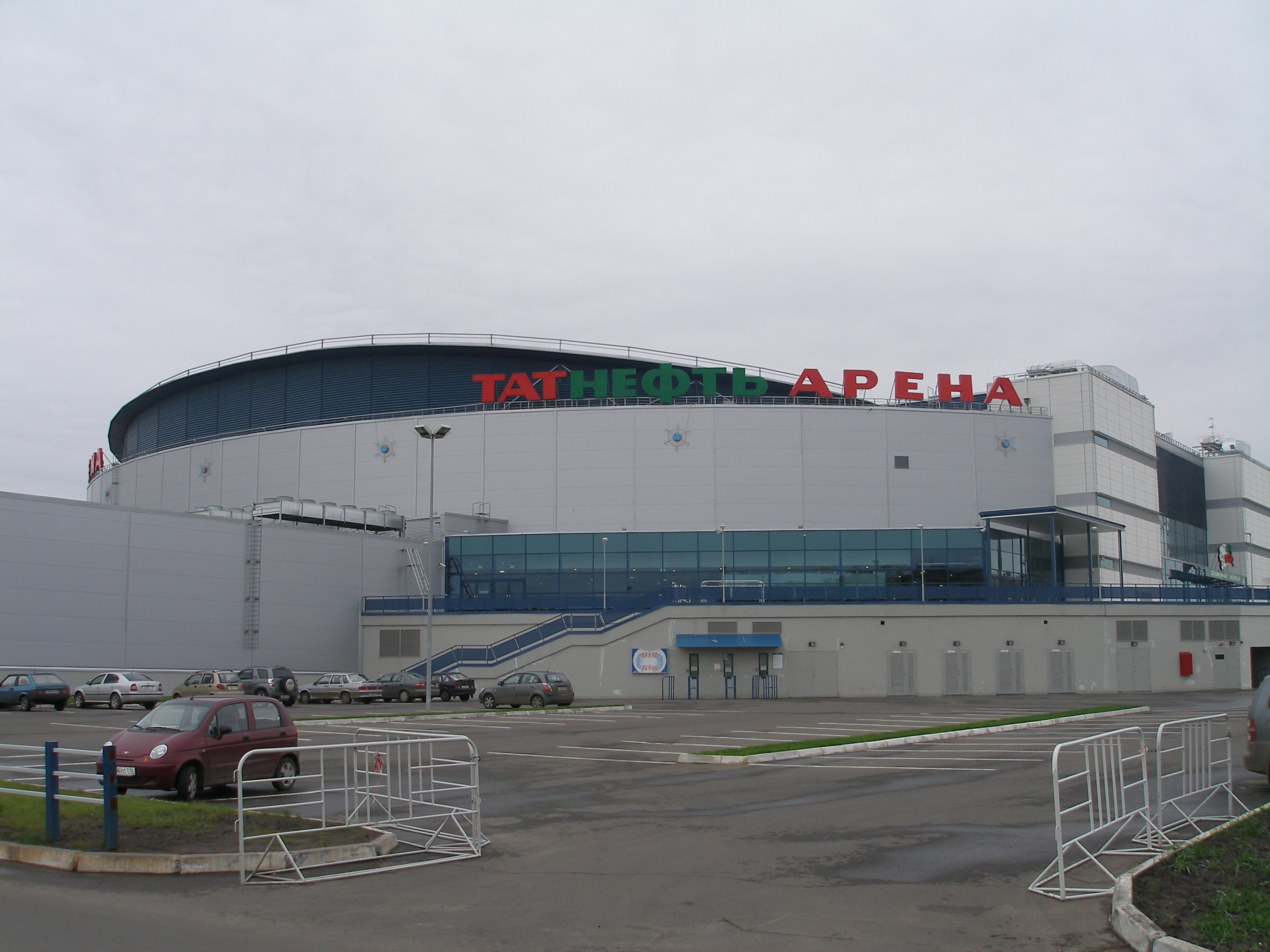
TatNeft Arena sediou o Festival Türkvizyon da Canção 2014.

| Sedes | País/Região | Cidade      | Ano  |
| ----- | ----------- | ----------- | ---- |
| 2     | Turquia     | Esquixequir | 2013 |
| 2     | Turquia     | Istambul    | 2015 |
| 1     | Tartaristão | Cazã        | 2014 |